# الحجر الصحي في لوزون خلال جائحة فيروس كورونا
فرضت حكومة الفلبين ممثلة بالرئيس رودريغو دوتيرتي في 16 مارس 2020 حجرًا صحيًا مجتمعيًا محسنًا (إي سي كيو) في لوزون (والجزر المرتبطة بها)، وهو ما يعد حظرًا تامًا فعليًا، ما يقيد حركة السكان باستثناء الأمور الضرورية، والعمل، والظروف الصحية استجابة لوباء فيروس كورونا المنتشر في البلاد. فرضت قيود التأمين الإضافية الإغلاق المؤقت للمتاجر والشركات غير الضرورية. وجاءت (إي سي كيو) بعد يومين من تنفيذ الحجر الصحي المجتمعي في مانيلا.
كان من المقرر في الأصل أن يستمر العمل بـ (إي سي كيو) حتى 12 أبريل، لكن الرئيس دوتيرتي قبل توصية فرقة العمل المشتركة بين الوكالات المعنية بالأمراض المعدية الناشئة لتمديدها حتى 30 أبريل. وفي 1 مايو، مُددت مرة أخرى حتى 15 مايو ولكن فقط في الأماكن المختارة التي تُعد مناطق عالية الخطورة بينما وُضعت مناطق منخفضة الخطورة إلى معتدلة المخاطر تحت الحجر الصحي العام المجتمعي (جي سي كيو أو الحجر الصحي الأقل صرامة)، بما في ذلك بقية البلاد. في 12 مايو، أعلنت الحكومة أن مانيلا ولاغونا فقط في لوزون سيكونان تحت التعديل من 16 إلى 31 مايو لأن هذه المناطق مصنفة على أنها عالية المخاطر بينما الأماكن المعتدلة المخاطر ستكون تحت (جي سي كيو). في الأصل، لن تكون المناطق منخفضة المخاطر تحت (إي سي كيو) أو (جي سي كيو) ولكن توضح لاحقًا أن المناطق منخفضة المخاطر ستكون تحت (جي سي كيو) المعدل. في 15 مايو، أعلن قرار صادر عن الوكالات المعنية بالأمراض المعدية الناشئة عن مناطق إضافية في لوزون تحت مسمى (إم أي سي كيو) من 16 إلى 31 مايو وهي باتآن وبولاكان ونيفا وإيسيجا بامبانغا (بما في ذلك آنجيليس) وزامبليس. في 28 مايو، خفض الرئيس دوتيرتي مستوى الحجر الصحي لمانيلا ومناطق أخرى في لوزون إلى (جي سي كيو) بدءًا من 1 يونيو.
تسببت (إي سي كيو) في تعبئة الوكالات الحكومية الفلبينية ووحدات الحكومة المحلية بالإضافة إلى تمرير قانون الجمهورية رقم 11469 من أجل التعامل مع جائحة كوفيد-19 في الفلبين. يؤثر الإغلاق الاقتصادي والبيئي والسياسي والاجتماعي والثقافي على نحو 57 مليون شخص تحت الحجر الصحي. لوحظت فعالية (إي سي كيو) من خلال دراسة أجراها فريق الاستجابة لوباء كوفيد-19 من جامعة الفلبين. ومع ذلك، فقد وُثق العديد من منتهكي (إي سي كيو) طوال مدته. وبالتالي، فرضت السلطات الفلبينية تدابير أكثر صرامة من أجل مواصلة مكافحة الأشخاص الذين يخالفون قواعد (إي سي كيو). في الوقت نفسه، عبرت مجموعات مختلفة عن مخاوفها بشأن انتهاكات حقوق الإنسان التي ترتكبها هذه السلطات التي تنفذ القواعد المتعلقة باللجنة الأوروبية.

## خلفية
بعد تفشي مرض فيروس التاجي لعام 2019 (كوفيد-19) الذي بدأ في ووهان، خوبي، الصين، أُكدت الحكومة الفلبينية أول حالة إصابة بالمرض في البلاد في 30 يناير 2020، عندما اكتشف الفيروس في مواطن صيني سافر من ووهان، الصين وهونج كونغ. أُكدت الحالة الثانية في 2 فبراير، وكان المريض زوج الحالة الأولى الذي كان صينيًا أيضًا. بعد ذلك بثلاثة أيام، في 5 فبراير، أُكد أن صيني آخر هو الحالة الثالثة في الفلبين. بعد شهر، في 5 مارس 2020، أعلنت وزارة الصحة أن أول فلبيني في الفلبين مصاب مؤكد بكوفيد-19 هو الحالة الرابعة في حين أن الحالة الخامسة هي أول حالة انتقال محلي منذ أن أصيب الشخص المصاب لا يسافر خارج الفلبين. الحالة السادسة التي تأكدت في 7 مارس 2020 هي زوجة الحالة الخامسة. في الأيام التالية، زاد عدد الحالات بشكل مُطرد.

## عمليات الإغلاق

### عمليات الإغلاق الأولية

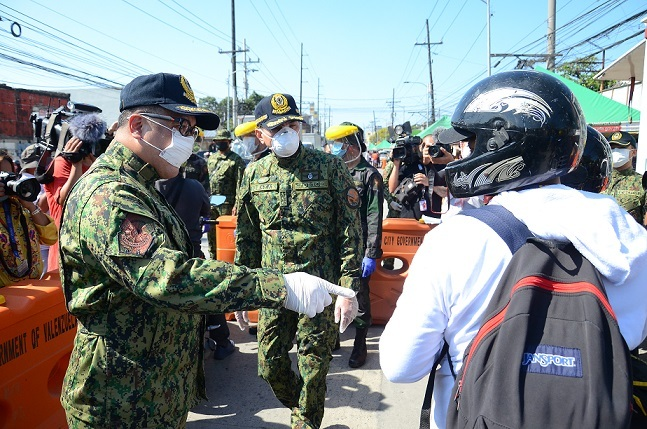
نقطة تفتيش للشرطة بالقرب من حدود فالنزويلا، مترو مانيلا مع ميكاوايان، بولاكان.

في 8 مارس 2020، وقع الرئيس رودريغو دوتيرتي الإعلان رقم 922 الذي وضع الفلبين بأكملها تحت حالة طوارئ الصحة العامة بسبب تهديد كوفيد-19 الذي يلوح في الأمة.
في اليوم التالي، 9 مارس 2020، أوصى عضو الكونغرس جوي سالسيدا من منطقة الثانية لمحافظة الباي الإغلاق التام لمنطقة العاصمة الوطنية (NCR) لمدة سبعة أيام، ردا على تهديد كوفيد-19. تشمل بعض مقترحاته لتطبيق الإغلاق حظر النقل الجماعي ووقف تشغيل شبكة الطرق السريعة الفلبينية التي تتنقل من وإلى المنطقة وإلغاء الفصول والعمل. في البداية، رفض الرئيس رودريغو دوتيرتي الفكرة لأنها «ستعيق تدفق السلع الأساسية»،  على الرغم من أن وزير الصحة فرانسيسكو دوكي الثالث، رأى أن الإغلاق قد يكون ساري المفعول في بعض المناطق حيث تم الإبلاغ عن المجتمع- الإرسال القائم، ولكن ليس NCR كله.
أعلن الرئيس دوتيرتي في 12 مارس 2020 عن «الحجر الصحي المجتمعي» في مترو مانيلا ابتداءً من الساعة 12 منتصف الليل في 15 مارس 2020 وحتى 14 أبريل 2020 والتي ستغطي 16 مدينة وبلدية واحدة. تم تعليق السفر عن طريق البر والجو المحلي والبحر الداخلي من مترو مانيلا مع استثناءات. بالنسبة للسفر الدولي، فرضت قيود على القادمين من دول بها أجهزة إرسال كوفيد-19 محلية، باستثناء مواطني الفلبين (بما في ذلك أزواجهم وأطفالهم الأجانب) أو حاملي تأشيرات الإقامة الدائمة وتأشيرات الدبلوماسيين. يُسمح لمركبات النقل الجماعي بالعمل بشرط أن يمتثل الأشخاص الذين يركبون هذه المركبات للمبادئ التوجيهية للمسافة الاجتماعية. كما فرضت حظر التجول من قبل وحدات الحكومة المحلية في مترو مانيلا.

### الامتداد إلى لوزون
خلال اليوم الثاني من تطبيق الحجر الصحي المجتمعي في العاصمة مانيلا، في 16 مارس، أعلن الرئيس دوتيرتي عن «حجر صحي مجتمعي مُحسَّن» على مستوى لوزون، والذي يهدف إلى مواصلة مكافحة تأثير الانتشار المستمر والمتزايد لكوفيد-19. دخل حيز التنفيذ في 17 مارس ومن المقرر أن ينتهي في 12 أبريل. ينطبق هذا الحجر الصحي أيضًا على منطقة ميماروبا (ميندورو وماريندوك ورومبلون وبالاوان) الواقعة خارج جزيرة لوزون. وُصِف الحجر الصحي المجتمعي المُحسَن في لوزون في مذكرة 16 مارس من الوزير التنفيذي سلفادور ميديالديا بأمر من الرئيس كامتثال للإعلان رقم 929 (حالة كارثية في كامل الفلبين بسبب كوفيد-19)، والإعلان 922 (الطوارئ الصحية العامة)، والقانون الجمهوري 11332 (قانون الإبلاغ عن الأمراض المعدية).

### تمديدات الحجر الصحي المجتمعي المُحسَن

#### تمديد 30 أبريل
في 30 مارس، قال وزير الصحة دوكي إنه «من المبكر تقييم» رفع الحجر الصحي المجتمعي المُحسَن مشيرًا إلى إغلاق مدينة ووهان الذي لا يزال ساريًا منذ 23 يناير حتى وإن كانت حالات كوفيد-19 الجديدة المُبلغ عنها يوميًا عبارة عن رقم من خانة واحدة فقط. في اليوم التالي، 31 مارس، كشف المتحدث باسم فرقة العمل المشتركة بين الوكالات المعنية بالأمراض المعدية الناشئة ووزير مجلس الوزراء كارلو نوجراليس أن وزارة الصحة ستكون في طليعة مجموعة العمل الفنية التي تضع المعايير التي سيستخدمها الرئيس دوتيرتي لاتخاذ القرار بشأن رفع أو تمديد أو توسيع نطاق الحجر الصحي المجتمعي المُحسَن في لوزون، وأضاف أن الكلمة الفصل في هذا الشأن ستكون للعلم.
اجتمعت فرقة العمل المشتركة بين الوكالات المعنية بالأمراض المعدية الناشئة في 3 أبريل، وأتت بعوامل لتحديد الرفع الكلي أو الجزئي، أو التمديد المحتمل للحجر الصحي المجتمعي المُحسَن في لوزان. وتشمل هذه العوامل متغيرات اجتماعية، واقتصادية، وأمنية، واتجاهات المنحنى الوبائي لكوفيد-19، وقدرة نظام الرعاية الصحية. قال كبير المسؤولين التنفيذيين لفرقة المهام الوطنية الخاصة بكوفيد-19، كارليتو جالفيز جونيور، إن الرئيس من المقرر أن يبت في الأمر ما بين 12 - 14 أبريل. في بث تلفزيوني في 6 أبريل، قال دوتيرتي إنه يفكر في إطالة مدة الحجر الصحي المجتمعي المُحسَن في لوزان حتى نهاية أبريل 2020. في 7 أبريل، قال وزير مجلس الوزراء نوجراليس إن الرئيس دوتيرتي قد قبل توصية فرقة العمل المشتركة بين الوكالات المعنية بالأمراض المعدية الناشئة الخاصة بتمديد الحجر الصحي المجتمعي المُحسَن في لوزان حتى 30 أبريل. وقال أيضًا إن «تمديد فترة صلاحية الحجر الصحي المجتمعي المُحسَن يجب ألا يخل بحرية تصرف الرئيس فيما يخص التخفيف من تنفيذ الحجر الصحي المجتمعي المُحسَن على بعض السلطات القضائية المحلية، أو منح إعفاءات لقطاعات معينة، وذلك بحسب ما تقتضيه اعتبارات الصحة العامة والأمن الغذائي». قال أيضًا أنه لا توجد حاجة لتوسيع لنطاق الحجر الصحي المجتمعي المُحسَن ليشمل بيسايا ومينداناو.

#### تمديد 15 مايو
وفقًا لتصريح 20 أبريل للمتحدث الرسمي المُعيَّن حديثًا باسم الرئيس هاري روكي، فإن احتمال أن يقرر الرئيس رفع الحجر الصحي المجتمعي المُحسَن في لوزون الذي ينتهي في 30 أبريل يبلغ 50%. كان من المقرر أن يبت دوتيرتي بأمر الحجر الصحي المجتمعي المُحسَن في 23 أبريل، لكن روكي قال لاحقًا أن دوتيرتي سيجري خطابًا عامًا حول الحجر الصحي المجتمعي المُحسَن في لوزون في 24 أبريل. وقد التقى سابقًا بخبراء في السياسة الصحية لمساعدته في اتخاذ قرار بشأن هذا الأمر. وفقًا للسيناتور بونج جو، والذي كان حاضرًا أيضًا خلال الاجتماع، قال إنه من المرجح أن يُطبَّق حجر صحي مُعدَّل بعد 30 أبريل. على الناحية الأخرى، أوصت منظمة الصحة العالمية في 22 أبريل برفع تدريجي للإغلاق. ونصحت المنظمة في وقت سابق السلطات الفلبينية بالتفكير في «الحالة الوبائية» عندما يتعلق الأمر برفع إغلاق لوزون.
في خطابه للجمهور في 24 أبريل، أعلن دوتيرتي تمديد الحجر الصحي المجتمعي المُحسَن حتى 15 مايو 2020 فقط في العاصمة مانيلا، وكالابارزون، ووسط لوزون (باستثناء أورورا)، ومناطق أخرى في لوزون تعتبر ذات خطر عالٍ. تشمل هذه المناطق ذات الخطر العالي: بينغويت، وبانغاسينان، وألباي، وكاتاندوانه. من ناحية أخرى، اعتبارًا من 1 مايو، ستُوضَع المناطق ذات الخطر المنخفض وحتى المتوسط تحت حجر صحي مجتمعي عام، حيث يكون التطبيق أقل صرامة من الحجر الصحي المجتمعي المُحسَن.

#### تمديد 31 مايو
اقترح محافظو العاصمة مانيلا ثلاثة خيارات قد تتخذها فرقة العمل المشتركة بين الوكالات المعنية بالأمراض المعدية الناشئة في 15 مايو هي: تمديد الحجر الصحي المجتمعي المُحسَن حتى 30 مايو، أو اقتصار إجراءات الحجر الصحي على الحجر الصحي المجتمعي العام، أو السماح بوضع مناطق من العاصمة مانيلا تحت الحجر الصحي المجتمعي العام المُعدَّل حيث يمكن للمحافظين وضع بعض البرنجيهات (القرى) تحت الإغلاق التام بحسب الضرورة. في 12 مايو، أعلن دوتيرتي أنه فقط العاصمة مانيلا ولاغوتا في لوزون (ومدينة سيبو وبيسايا) ستكون تحت الحجر الصحي المجتمعي المُحسَن المُعدَّل ابتداء من 16 وحتى 31 مايو لأن هذه الأماكن تُعتبَر ذات خطر عالٍ لكوفيد-19، بينما المناطق ذات الخطر المتوسط ستخضع لحجر صحي مجتمعي عام.
أعلنت الحكومة في الأصل أن المناطق ذات الخطر المنخفض لن تخضع لحجر صحي مجتمعي مُحسَن ولا لحجر صحي مجتمعي عام مُعدَّل، لكنهم أدلوا بتصريح عن طريق الخطأ، وأوضحوا أن المناطق ذات الخطر المنخفض ستخضع لحجر صحي مجتمعي عام مُعدَّل. تشمل هذه المناطق في لوزون والتي ستخضع لحجر صحي مجتمعي عام مُعدَّل: وادي كاجايان، ووسط لوزون، وكالابارزون باستثناء لاجونا، ومنطقة كورديليرا الإدارية. من ناحية أخرى، ستكون مناطق لوزون الخاضعة لحجر صحي مجتمعي عام مُعدَّل: منطقة الوكوس، ومنطقة بيكول، ومنطقة ميماروبا. في 15 مايو، اتخذت فرقة العمل المشتركة بين الوكالات المعنية بالأمراض المعدية الناشئة قرارًا يعلن عن أماكن إضافية ستخضع للحجر الصحي المجتمعي المُحسَن المُعدَّل في الفترة ما بين 16 – 31 مايو، وهذه الأماكن هي: باتان، وبولكان، ونويفا إيسيا، وبامبانغا بما في ذلك انجلس وزامباله.

### إغلاق بعض وحدات الحكومة المحلية في لوزون
بغض النظر عن الحجر الصحي المجتمعي المُحسَّن على مستوى لوزون والذي قيد حركة الناس من وإلى مجموعة الجزر هذه، فقد فرضت العديد من وحدات الحكم المحلي في لوزون إجراءات إغلاق خاص بها. على الرغم من أن وحدات الحكم المحلي هذه مُلزمَة بالامتثال لقوانين الحكومة الوطنية حول تطبيق إجراءات الإغلاق الخاص بها، وذلك وفقًا لتوجيهات الرئيس الصادرة في 16 مارس. مع صدور قانون بايانيهان للشفاء كقانون واحد في 25 مارس، فإن وحدات الحكم المحلي ملزمة قانونًا بالامتثال للإرشادات التي وضعتها الحكومة الوطنية من أجل الحجر الصحي المجتمعي المُحسَّن، ولكنها لا تزال تتمتع بالاستقلالية في الأمور التي لم تحددها الحكومة الوطنية أو تعمل بموجب المعايير قد حُدِّدت مسبقًا.
هذه بعض إجراءات الإغلاق التي فرضتها العديد من وحدات الحكم المحلي في لوزون:
- في 18 مارس، وضع حاكم ألباي فرانسيس بشارة المقاطعة تحت الإغلاق، وأمر بإغلاق حدود المقاطعة مؤقتًا. وذكر بشارة أنه لا يُسمَح إلا لمركبات تسليم السلع الأساسية بالدخول والخروج من المقاطعة، والتي تخضع بدورها لإجراءات تفتيش وتنظيف. وذكر أيضًا أن هذا الإجراء قد يقصر فترة تطبيق الحجر الصحي المجتمعي «المُحسَّن» في المقاطعة بنحو 15 يومًا، إذا نجح تطبيقه.[50]

- في 19 مارس، طبقت حكومة مقاطعة بولاكان إجراءات الحجر الصحي المجتمعي المُحسَّن ما وضع المقاطعة بأكملها تحت الإغلاق بشكل فعال. عُلِّقت الفصول الدراسية حتى 14 أبريل، وأوقفت أنظمة النقل العام، مع اقتصار حركة السكان على إمكانية الوصول إلى الاحتياجات الضرورية بما في ذلك السلع الأساسية وخدمات الرعاية الصحية، وسُمِح للمؤسسات الحيوية بالبقاء مفتوحة، وفُرِض حظر تجول من الساعة 8:00 مساءً وحتى الساعة 5:00 صباحًا. أصدرت البرنجيهات (القرى) الموجودة في العديد من البلديات (مثل بوكاوي) تصاريح تسمع لشخص واحد فقط من العائلة بمغادرة منزله من أجل الحصول على المؤن الأساسية.[51][52]
- في 23 مارس، وضع حاكم مقاطعة بانغاسينان أمادو إسبينو الثالث المقاطعة تحت «الحجر الصحي المجتمعي المُحسَّن الشديد» بعد أن أكد مسؤولو الصحة وجود أربع حالات إصابة بالفيروس في المقاطعة. وبموجب الإجراء المذكور، ذكر إسبينو أنه يُحظَر على السكان والزوار دخول والخروج من حدود المقاطعة. بالإضافة إلى ذلك، وضعت السلطات في بلدية مالاسيكي هذه البلدية تحت «الحجر الصحي المجتمعي المُحسَّن الشديد» إذ كانت حالتان من الحالات الأربع من سكان هذه البلدية.[53]
- في 26 مارس، أعلنت حاكمة مقاطعة تارلاك سوزوا ياب وضع المقاطعة تحت الإغلاق بدءًا من 29 مارس، وذلك بعد أن تأكد وجود حالتي إصابة بكوفيد-19 فيها.[54]
- في 28 مارس، وضع حاكم مقاطعة لاغونا راميل هيرنانديز المقاطعة تحت «الإغلاق التام» وذلك بعد ارتفاع عدد حالات الإصابة بكوفيد-19 إلى أكثر من 20. قال هيرنانديز إن «الإغلاق التام» يقيد حركة الناس ما عدا عاملي الصف الأول، وموظفي الشركات الخاصة المشاركين في تقديم الخدمات الأساسية،[55] وشخص واحد فقط من كل منول لشراء الاحتياجات الضرورية. في نفس اليوم، أمر محافظ بلدية باكاكي أرماندو رومانو إغلاقًا لمدة 24 ساعة في البلدية، وذلك بعد أن جاء فحص أحد سكانها إيجابيًا.  [56]
- مع ارتفاع عدد حالات الإصابة بكوفيد-19 في مقاطعة ريزال، طبّق حاكم المقاطعة رينالدو سان جوان إغلاقًا تامًا لمقاطعة ريزال في 6 أبريل، مانعًا الدخول والخروج من حدود المقاطعة.[57]
- وُضِعت منطقة سامبالوك بمانيلا تحت «الإغلاق الصارم» ابتداءً من 23 أبريل الساعة 8:00 مساءً وحتى 25 أبريل الساعة 8 مساءً بأمر من المحافظ إيسكو مورينو في ظل حدوث 99 حالة إصابة إضافية بكوفيد-19 في المقاطعة.[58] كما أمر مورينو سابقًا بإغلاق 20 قرية إغلاقًا تامًا بسبب تجمع نحو 100 شخص من أجل مباراة ملاكمة على طول الشارع، الأمر الذي يمثل انتهاكًا لإرشادات الحجر الصحي المجتمعي المُحسَّن.  [59]

### مناطق أخرى في الفلبين
مع إصدار الإعلان رقم 922 الذي يعلن أن الفلبين بأكملها في حالة طوارئ صحة عامة، أصبح يجب على جميع وحدات الحكم المحلي في الفلبين بما في ذك مجموعتا جزر بيسايا ومينداناو اتخاذ تدابير للحد من تهديد كوفيد-19. وفقًا لفرقة العمل المشتركة بين الوكالات المعنية بالأمراض المعدية الناشئة، تتمتع وحدات الحكم المحلي في بيسايا ومينداناو بحرية تطبيق إجراءات الحجر الصحي المجتمعي أو الإغلاق في ولايتها القضائية، ولكن باستخدام توجيهيات فرقة العمل المشتركة بين الوكالات المعنية بالأمراض المعدية الناشئة. قالت وزارة الداخلية والحكم المحلي أيضًا إن وحدات الحكم المحلي في بيسايا ومينداناو تتمتع بالمرونة في تقييم الإغلاق لديها بمساعدة وزارة الصحة.
هذه بعض إجراءات الحجر الصحي المجتمعي خارج لوزون:
- أمر حاكم مقاطعة ميساميس أوريانتال يفغيني إيمانو في 24 مارس بفرض حجر صحي مجتمعي عام على المقاطعة حتى 14 أبريل، ومنع دخول الزوار، وفرض حظر تجول على مستوى المقاطعة من الساعة 8:00 مساءً وحتى الساعة 5:00 صباح اليوم التالي.[62]
- أصدر حاكم ولاية سيبو جوين جارسيا الأمر التنفيذي رقم 5-ن في 25 مارس معلنًا أن مقاطعة سيبو بأكملها تحت الحجر الصحي المجتمعي المُحسَّن ما يسمح بتطبيق توجيهات صارمة من أجل مكافحة تهديد كوفيد-19.[63]
- أُعلِن عن تطبيق الحجر الصحي المجتمعي المُحسَّن في منطقة دافاو في 2 أبريل 2020. بدأ الحجر الصحي في الساعة 9:00 مساءً يوم 4 أبريل ولم يُحدَّد له تاريخ انتهاء. حتى 2 أبريل، كان هناك على الأقل 61 حالة مؤكدة في المنطقة، سُجِّل 49 منها في مدينة دافاو.[64]

### ما بعد الحجر الصحي المجتمعي المُحسَن
اعتبارًا من 1 يونيو، خرجت العاصمة مانيلا من الحجر الصحي المجتمعي المُحسَّن، وتحوّلت إلى الحجر الصحي المجتمعي العام كما أعلن دوتيرتي سابقًا في 28 مايو. أُعلِن أيضًا أن مناطق الأخرى في لوزون هي: وادي كاجايان، ووسط لوزون، وكالابارزون، وألباي، وبانغاسينان، أصبحت تحت الحجر الصحي المجتمعي العام بدءًا من 1 يونيو، بينما وُضِعت باقي البلاد تحت الحجر الصحي المجتمعي العام المُعدَّل بدءًا من 1 يونيو.  

### المصطلحات
في مرحلة ما أثناء إعلان الرئيس دوتيرتي عن «الحجر الصحي المجتمعي» في العاصمة مانيلا، قال «إنهم خائفون من تسميته إغلاقًا، لكنه في الواقع إغلاق». ترك هذا التصريح الكثير من الارتباك. وقد أوضح وزير مجلس وزرائه كارلو نوجراليس في وقت لاحق أن المصطلح المناسب هو «الحجر الصحي المجتمعي» وتعليق الرئيس يعني أنه «يشبه الإغلاق». قال نوجراليس أيضًا أن مصطلح «إغلاق» يمكن فهمه بتفسيرات مختلفة في حين أن «الحجر الصحي المجتمعي» هو مصطلح تقني يمكن للسلطات الطبية أن تعطيه معنى، وهو لا يخلق خوفًا عامًا.
عندما طُبِّق «الحجر الصحي المجتمعي» على لوزون، قال المتحدث باسم الرئيس سلفادور بانيلو إن «الحجر الصحي المجتمعي المُحسَّن» على مستوى لوزون يعادل «الإغلاق التام أو الإغلاق الكامل». قال وزير الداخلية والحكم المحلي إدواردو أنيو أيضًا إن «الحجر الصحي المجتمعي المُحسَّن» يجب أن يُعتبّر «إغلاقًا تامًا». حدد القرار رقم 12 لعام 2020 الذي أصدرته فرقة العمل المشتركة بين الوكالات المعنية بالأمراض المعدية الناشئة معنى كل من «الحجر الصحي المجتمعي العام» و«الحجر الصحي المجتمعي المُحسَّن» إذ أن الأخير أكثر صرامة في التطبيق من الأول. استخدمت العديد من وحدات التحكم المحلي مصطلح «الإغلاق الصارم»، وهو مصطلح يعبر عن منطقة تخضع لمراقبة الأمراض والفحص الشامل للفيروس. في مايو 2020، صاغت الحكومة مصطلحات إضافية لتصنيف الحجر الصحي المجتمعي وفقًا لتقييم المخاطر الخاص بها، وهذه المصطلحات الجديدة هي «الحجر الصحي المجتمعي المُحسَّن المُعدَّل» و«الحجر الصحي المجتمعي العام المُعدَّل» و«الوضع الطبيعي الجديد».

## القواعد والإرشادات

### خلال فترة الحجر الصحي المُعزز على جزيرة لوزون بأكملها من يوم 17 مارس حتى يوم 30 أبريل

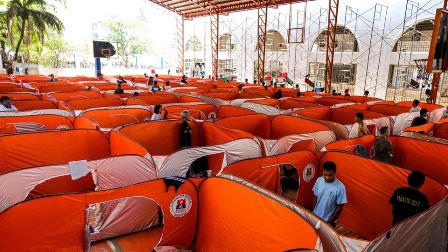
وحدات من الخيام أُقيمت في مانيلا لتكون مساكن مؤقتةً للمشردين.

#### القيود على حركة المواطنين
مُنعت التجمعات العامة بشكل كامل في ظل إقامة الحجر الصحي المُعزز على لوزون، ولم تُعد كافة وسائل النقل العام متاحةً؛ ما أدى إلى الحد من حركة المواطنين. أوقفت جميع المدارس بجميع المراحل التعليمية فصولها الدراسية وأنشطتها بشكل مؤقت حتى يوم 14 أبريل. طُبق مخطط «للعمل من المنزل» على العاملين بالحكومة بالسلطة التنفيذية باستثناء القوى العاملة الرئيسية التي تتكون من الأفراد النظاميين (مثل الشرطة الوطنية الفلبينية، والقوات المسلحة الفلبينية، وقوات خفر السواحل الفلبينية)، وكل من يعمل في خط الدفاع الأول بقطاع الصحة والطوارئ، والعاملين بالرقابة الحدودية. أُمرت الشركات بالقطاع الخاص أيضًا أن تطبق خطةً «للعمل من المنزل».
قُيدت حركة المواطنين حتى يظلوا بمنازلهم، وسُمح لهم بالخروج فقط لشراء حاجاتهم الأساسية مثل الطعام، والأدوية، والأشياء الأخرى اللازمة للمعيشة. يُسمح لفرد واحد فقط من الأسرة أن يخرج لشراء هذه الحاجات الأساسية. وفي مدينة مانيلا تحديدًا،  وباكور،  وبعض المناطق الأخرى،  أُصدر تصريح بالحركة في أثناء الحجر الصحي للأفراد الذين حُددوا بواسطة أسرهم لشراء الحاجات الأساسية. وجه قانون هذا الحجر الصحي أيضًا بتطبيق بروتوكلات أكثر صرامةً للتباعد الاجتماعي؛ إذ فُرض على المواطنين بالأماكن العامة أن يحافظوا على مسافة متر كامل بين بعضهم البعض.

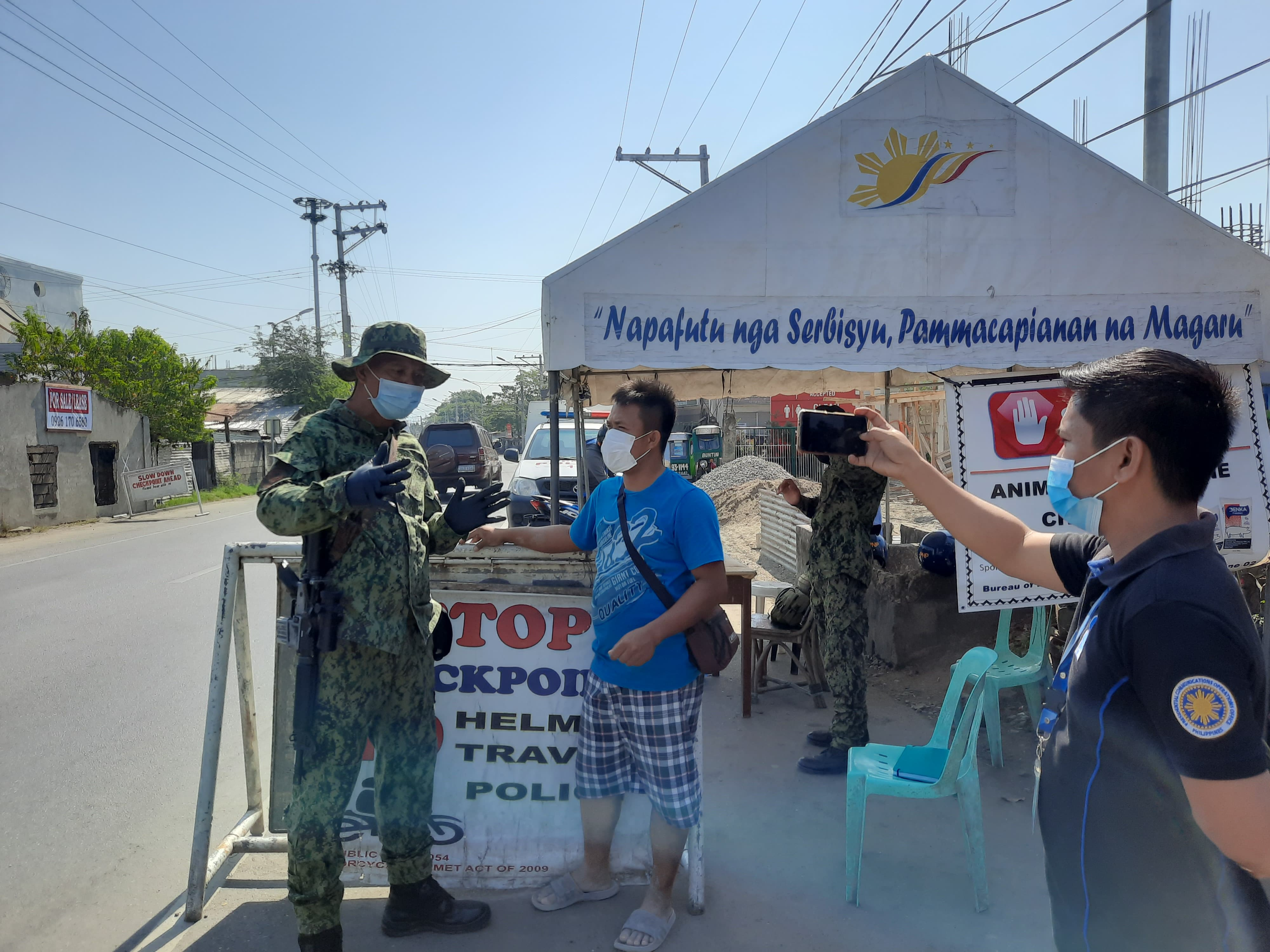
نقطة تفتيش في تيغيغيوراو.

#### المؤسسات المفتوحة والمغلقة
لم يُسمح للأعمال التجارية غير الأساسية أن تفتح، وستُجبر هذه الأعمال على الإغلاق إن خالفوا هذا الأمر. وعلى النقيض، سُمح بفتح الأعمال التجارية التي تقدم الطعام والأدوية. وعلاوةً على ذلك، سُمح لمحطات الوقود والخدمات الجنائزية أن تستمر في العمل. لم تُمنع أيضًا المؤسسات المالية مثل المصارف وخدمات نقل الأموال والمرافق العمومية من العمل في أثناء فترة الحجر الصحي. سُمح لأسواق رأس المال مثل البنك المركزي الفلبيني، وهيئة الأوراق المالية والبورصات، وبورصة الفلبين أن تفتح بدءًا من يوم 18 مارس فقط، بشرط أن تُنشئ هذه الهيئات قوة عمل أساسية. سُمح لمجالات تعهيد العمليات التجارية ومراكز الاتصالات، بالإضافة إلى الصناعات الموجهة إلى التصدير، أن تستمر في عملها بشرط الحفاظ على بروتوكولات التباعد الاجتماعي، وتوفير مساكن مؤقتة للموظفين بحلول يوم 18 مارس، ومواصلة العمل بقوة عمل أساسية فقط. مُنعت الفنادق، والمؤسسات الأخرى التي تقدم خدمات الإقامة، عن العمل بدءًا من يوم 17 مارس، وسُمح لها فقط أن تستضيف النزلاء الأجانب الذين حجزوا بها من قبل، أو النزلاء الذين يملكون عقود إقامة طويلة الأمد.

#### قيود السفر
حُظر السفر الجوي والبحري والبري على جميع المواطنين باستثناء الدبلوماسيين، والعاملين النظاميين (خاصةً من يسافرون بالإمدادات الطبية والعينات من المختبرات المتعلقة بكوفيد 19)، ومن يعملون بالأعمال الإنسانية. سُمح فقط للأجانب والعمال الفلبينيين المهاجرين مغادرة الفلبين عبر لوزون؛ بشرط أن يصطحبوا معهم شخصًا واحدًا.
ومن ناحية أخرى، سُمح للمواطنين الفلبينيين والدبلوماسيين، الذين يملكون تأشيرات أصدرتها الحكومة الفلبينية، دخول البلاد عبر المطارات الدولية في لوزون بشرط أن يخضعوا لإجراءات الحجر الصحي. سُمح للمسافرين الدوليين العابرين أيضًا أن يدخلوا البلاد، ولكن بشرط أن يخضعوا لإجراءات الحجر الصحي أيضًا. وتحتم على الأجانب الذين سيأتون إلى الفلبين عبر مقاطعة سيبو أن يخضعوا للحجر الصحي. ومع ذلك، تغير هذا مع إعلان وزير الشؤون الخارجية تيودورو لوكسين الابن بتعليق التأشيرات، والامتيازات دون التأشيرات، الخاصة بالأجانب في يوم 19 مارس. وعلى الرغم من ذلك، أوضحت الوزارة في يوم 20 مارس أنه سيكون هناك استثناءات. أُتيح للأجانب الموجودين داخل الفلبين بالفعل أو الذين يمتلكون تأشيرات أصدرتها الوكالات الحكومية الأخرى أن يبقوا داخل البلاد حتى يغادروا الفلبين. وعلاوةً على ذلك، ظلت التأشيرات متاحةً للأجانب المتزوجين من المواطنين الفلبينيين أو الأجانب من أبناء المواطنين الفلبينيين.
لم يُطبق حظر السفر على وكلاء شحن البضائع، أو المزارعين، أو منتجي الطعام الآخرين ولكن سيتحتم عليهم المرور عبر نقاط تفتيش للحجر الصحي. سيُسمح للعاملين بأمن وحراسة المؤسسات فقط التنقل والعمل في نطاق المنطقة المسؤولين عنها. سُمح للعاملين بالإعلام التنقل بمركباتهم داخل مناطق الحجر الصحي في حالة حصولهم على جواز مرور إعلامي من المكتب الرئاسي لعمليات تبادل المعلومات.

### خلال فترة الحجر الصحي المُعزز ببعض المناطق المعينة بجزيرة لوزون من يوم 1 مايو حتى 15 مايو
من يوم 1 حتى 15 مايو، أصبح الحجر الصحي المُعزز في لوزون ساريًا فقط على حاضرة مانيلا الكبرى، ولوزون الوسطى، وكالابارزون (باستثناء محافظة أورورا)، وبعض المناطق الأخرى ذات مخاطر كوفيد 19 العالية. اتبع هذا الحجر نفس قواعد الحجر الصحي المعتاد كما ورد في الأمر التنفيذي رقم 112 الصادر من الرئيس دوتيرتي. أُعلن أن بقية المناطق بجزيرة لوزون ستكون خاضعةً «لحجر صحي عام»، والذي سيكون تطبيق الحجر الصحي فيه أقل صرامةً.
وفي ظل تطبيق الحجر الصحي العام، سيُسمح للمجالات البعيدة عن خطر كوفيد 19 أن تجعل موظفيها يعملون تدريجيًا بالإضافة إلى استئناف العمل بالمشاريع الهامة في مجال التشييد بإرشاد من وزارة الأشغال العامة والطرق السريعة. سُمح للمواطنين الخروج من المنزل لشراء حاجاتهم الأساسية؛ إذ كانت الحكومات المحلية تفرض حظر تجوال ليليًا على غير العاملين. وعلاوةً على ذلك، سيُسمح للمجمعات التجارية ومراكز التسوق المصنفة على أنها «ليست للرفاهية»، في ظل هذا الحجر الصحي العام، أن تفتح بدرجة محدودة، وستعمل وسائل النقل العام بأعداد أقل. يمكن للجامعات والكليات في المناطق الخاضعة للحجر الصحي العام أن تكمل السنة الأكاديمية وتعطي الطلبة شهاداتهم. ويمكن أيضًا أن تعمل المطارات والموانئ البحرية لإتاحة توصيل البضائع.

### خلال فترة الحجر الصحي المُعزز المُعدل ببعض المناطق المعينة من لوزون من يوم 16 مايو حتى 31 مايو
من يوم 16 حتى 31 مايو، خضع عدد محدود فقط من المناطق بجزيرة لوزون (حاضرة مانيلا الكبرى، ولاغونا، وباتان، وبولاكان، ونويفا إيسيا، وبامبانغا بما يشمل أنجلس وزامباليز) للحجر الصحي المُعزز المُعدل، وهي مرحلة انتقالية بين الحجر الصحي المُعزز والحجر الصحي العام. سُمح لأعمال تجارية أكثر أن تعمل في ظل الحجر الصحي المُعزز المعدل، وحُددت هذه الأعمال بواسطة فرقة العمل المشتركة بين الوكالات المعنية بالأمراض المعدية الناشئة (IATF-EID) بينما يعمل الموظفين الحكوميين، والبعثات الدبلوماسية المعتمدة، والمنظمات الدولية بقوة عمل أساسية فقط. لم يُسمح للفنادق والمؤسسات المشابهة أن تفتح، ولكن كان هناك بعض الاستثناءات حُددت وفقًا للقواعد الإرشادية الخاصة بفرقة IATF-EID.
وبشكل عام، لم يُسمح بإقامة التجمعات العامة غير المصرح لها في ظل هذا الحجر الصحي المعدل ولكن سُمح بتجمع يصل إلى خمسة أشخاص فقط لأغراض دينية. يمكن أن يخرج الناس لأداء التمارين الرياضية ولكن باتباع تدابير الأمان مثل التباعد الاجتماعي وارتداء أقنعة الوجه. ومع ذلك، ما زال هناك بعض الناس الذين لم يُسمح لهم بالخروج من منازلهم مثل المعرضين للمخاطر الصحية والنساء الحوامل. ظلت المدارس في ظل هذا الحجر الصحي المُعدل مُغلقةً، وظلت وسائل النقل العام محظورةً باستثناء الدراجات الثلاثية.

## التنفيذ

### الإدارة
أُنشئت فرقة العمل المشتركة بين الوكالات المعنية بالأمراض المعدية الناشئة (IATF-EID) بموجب الأمر التنفيذي رقم 168 عام 2014، واجتمعت الفرقة في شهر يناير عام 2020 استجابةً للتفشي الفيروسي المتزايد بمدينة ووهان الصينية. أصدرت الفرقة قرارًا للتعامل مع انتشار هذا الفيروس الجديد، والذي كان يُعرف آنذاك باسم فيروس كورونا المستجد (nCoV) قبل أن يُعاد تسميته في النهاية إلى فيروس كورونا المرتبط بالمتلازمة التنفسية الحادة الشديدة النوع 2 (SARS-CoV-2)، وهو الفيروس الذي يسبب مرض كوفيد 19. وفي يوم 9 مارس 2020، اجتمع الرئيس دوتيرتي مع الفرقة بعد ارتفاع عدد حالات كوفيد 19 في الفلبين.
أصدر الأمين التنفيذي ميديالدي مذكرةً في يوم 16 مارس بخصوص تنفيذ الحجر الصحي المُعزز على جزيرة لوزون بأكملها مخاطبًا رؤساء الوكالات الحكومية، والمكاتب، والمؤسسات المشابهة، بالإضافة إلى الجامعات والكليات بالجزيرة والحكومات المحلية. وفي اليوم التالي، وافقت فرقة IATF-EID على قواعد إرشادية بخصوص الحجر الصحي المُعزز على لوزون واعتمدتها. وفي يوم 18 مارس، أصدر ميديالدي مذكرةً أخرى بخصوص قواعد إرشادية إضافية متعلقة بالحجر الصحي المُعزز على لوزون مؤكدًا على القواعد التي وضعتها الفرقة.
في يوم 25 مارس، كشفت الفرقة عن خطة العمل الوطنية (NAP) للإبطاء من انتشار كوفيد 19. أُنشئت هذه الخطة لتنفيذ نظام إدارة حالة كوفيد 19 بفاعلية وكفاءة مع جعله لامركزيًا. وعلاوةً على ذلك، أُنشئت فرقة العمل الوطنية بواسطة فرقة IATF-EID أيضًا، والتي يرأسها وزير الدفاع الوطني ديلفين لورينزانا، بغرض قيادة العمليات. وفي الوقت نفسه، أصبحت فرقة IATF-EID «الجهة الواضعة للسياسات الخاصة بالعمليات» بينما أدارت القيادة الوطنية للحوادث الاهتمامات والعمليات اليومية.

### التعبئة
صرح الرئيس دوتيرتي، في أول يوم لتطبيق الحجر الصحي المعزز، بحالة الطوارئ على الفلبين بأكملها لمدة ستة أشهر «ما لم تُرفع قبل هذه المدة، أو تُمد لمدة أطول وفقًا لما تقتضيه الظروف» لكي تتصرف الحكومات المحلية بسرعة في هذه الظروف الطارئة عبر الحصول على الأموال بشكل سريع. وعلاوةً على ذلك، دعا الرئيس من وكالات تطبيق القانون أن تبدأ، بالتعاون مع القوات المسلحة الفلبينية، في «اتخاذ كافة التدابير الضرورية للحفاظ على السلام والنظام بالمناطق المتأثرة بالجائحة، وذلك وفقًا لما تقتضيه الضرورة». أصدر الرئيس مذكرةً أيضًا يأمر فيها بتجميد أسعار البضائع الأساسية، وأدوية الطوارئ، والإمدادات الطبية. ستكون الوكالات التابعة للحكومة الوطنية والحكومات المحلية مسؤولةً عن التأكد من السيطرة على الأسعار.
وفي اليوم الأول من تطبيق الحجر الصحي المعزز أيضًا، أطلقت وزارة الصحة (DOH) خطوطًا ساخنةً لحالات طوارئ كوفيد 19. أُتيحت هذه الخطوط الساخنة (02-894-COVID أو 02-894-26843 أو 1555) عبر شراكة بين وزارة الصحة والخط الساخن الوطني للطوارئ الخاص بوزارة الداخلية والحكم المحلي (DILG) وشركة الهواتف الفلبينية للمسافات الطويلة (PLDT) بالإضافة إلى شركة سمارت للاتصالات، وهي شركة فرعية من شركة PLDT تختص بالهواتف النقالة. ستكون هذه الأرقام متاحةً بشكل يومي 24 ساعةً على مدار الأسبوع بجميع أنحاء الفلبين.

### تعليقات وتمديدات المواعيد النهائية
في يوم 18 مارس 2020، وهو اليوم الثاني لفرض الحجر الصحي المعزز، تحدث رئيس مجلس الشيوخ فيسينتي سوتو الثالث لوزير النقل أرثر توغادي مقترحًا تمديد فترة تجديد التراخيص المنتهية للسائقين وامتيازات النقل العام بسبب المصاعب التي نتجت عن تطبيق الحجر الصحي المعزز. استجاب توغادي لهذا الاقتراح بالإيجاب ووجه مكتب النقل البري (LTO) ومجلس منح الامتيازات والتنظيم للنقل البري (LTFRB) بمد الموعد النهائي حتى نهاية شهر أبريل عام 2020. مد مكتب الإيرادات الداخلية أيضًا الموعد النهائي لتقديم الإقرارات الضريبية للدخل (ITR) من موعده الأصلي في يوم 15 أبريل حتى يوم 15 مايو. ومع ذلك، ناشدت الوكالة من العامة تقديم إقراراتهم الضريبية للدخل في الموعد الأصلي يوم 15 أبريل إذا ما كانت جاهزةً بالفعل؛ «لكي تساعد الرئيس دوتيرتي في جمع أموال كافية» لمكافحة الآثار الاقتصادية الناتجة عن كوفيد 19. توقع المكتب عجزًا يصل إلى 145 مليار بيسو فلبيني تقريبًا في تحصيلات الضرائب بسبب هذا الموعد النهائي الجديد.
في يوم 20 مارس، وهو اليوم الرابع منذ فرض الحجر الصحي المعزز، أعلنت وزارة النقل أنها سترفض دخول الأجانب إلى الفلبين تنفيذًا للأمر الصادر من وزارة الشؤون الخارجية بتعليق إصدار التأشيرات والامتيازات دون التأشيرات بدءًا من منتصف الليل يوم 22 مارس. تضمنت استثناءات هذا الأمر «الأزواج والأبناء الأجانب (بشرط أن يكون الزوج أو الطفل مسافرًا مع مواطن فلبيني)، والموظفين الأجانب بالحكومة والمنظمات الدولية المعتمدة عند الفلبين». واتبع مجلس الهجرة، على غرار وزارة النقل، هذا الأمر مطبقًا القيود التي وضعتها وزارة الشؤون الخارجية.

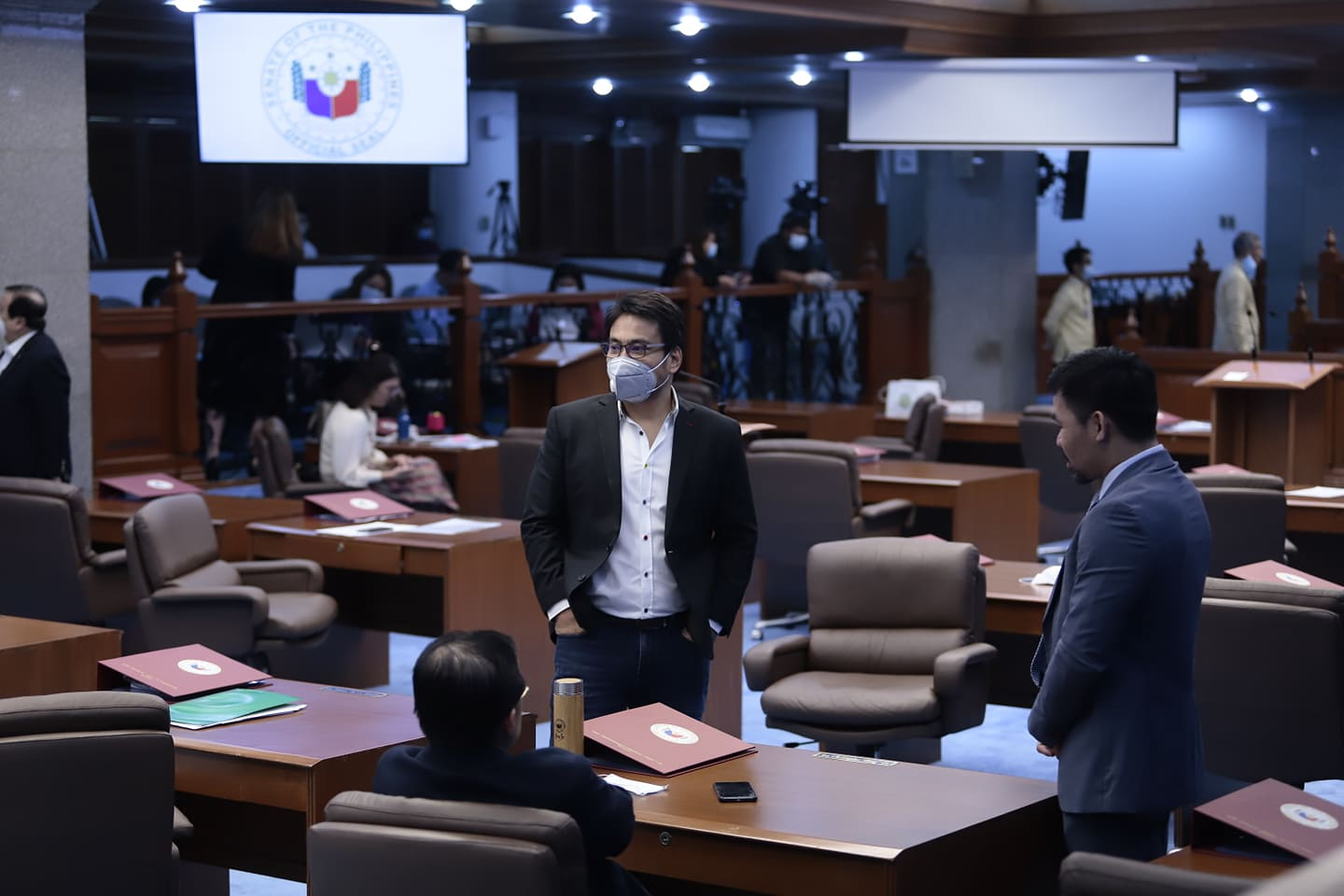
أعضاء مجلس الشيوخ الفلبيني خلال جلسة خاصة للبحث في تمرير قانون العمل الجماعي للتعافي كشخص واحد، يوم 23 مارس 2020.

### منح السلطات الخاصة للرئيس
أصدر الرئيس دوتيرتي الإعلان رقم 933 في يوم 21 مارس، داعيًا اجتماع الكونغرس الفلبيني بجلسة خاصة لصياغة قانون يمنح للرئيس حق تنفيذ السلطات الضرورية للتعامل مع حالة طوارئ كوفيد 19 الوطنية. اجتمع مجلس النواب في يوم 23 مارس ووافق على مشروع القانون رقم 6616، والمعرف باسم قانون «نتعافى كشخص واحد» لعام 2020، والذي استغرق 14 ساعةً حتى يُمرَّر بواسطة المجلس. مرر مجلس الشيوخ الفلبيني مشروع القانون رقم 1418، وهي تدابير مشابهة تُعرف باسم قانون «العمل الجماعي للتعافي كشخص واحد». وقع الرئيس دوتيرتي على هذين القانونين معًا في يوم 24 مارس، ليصبحا القانون الجمهوري رقم 11469، واتخذ اسم القانون الذي مرره مجلس الشيوخ. يمنح هذا القانون، الذي يتبع القواعد الإرشادية لمنظمة الصحة العالمية (WHO) لمكافحة انتشار كوفيد 19 بجميع أنحاء البلاد، الرئيس ثلاث سلطات خاصة مستمرة لمدة ثلاثة أشهر ما لم يعدلها الكونغرس.
فيما يتعلق بالحجر الصحي، يمنح القانون الجمهوري رقم 11469 الرئيس الحق في «حشد المساعدات بصورة فورية لتوفير الحاجات الضرورية للعائلات والأفراد المتأثرين بالحجر الصحي المفروض، خاصةً الفقراء وأسرهم». تقرر منح العائلات ذات الدخل المنخفض، التي يصل عددها إلى 18 مليون عائلة، والمتأثرة بفرض الحجر الصحي المعزز في لوزون، إعانة مالية تتراوح بين 5000 إلى 8000 بيسو فلبيني شهريًا لمدة شهرين.
وفي القطاع الرابع من القانون (aa)، مُنح الرئيس أيضًا السلطة لتوجيه البنوك والمؤسسات المشابهة لتوفير فترة سماح تصل إلى 30 يومًا على مدفوعات القروض وبطاقات الائتمان التي تقع داخل النطاق الزمني لفترة الحجر الصحي المعزز «دون فوائد، أو جزاءات، أو رسوم، أو أي رسوم أخرى». ستحصل المناطق السكنية، بالإضافة إلى الأعمال التجارية ذات تصنيف الشركات متناهية الصغر والصغيرة والمتوسطة، على فترة سماح لمدة 30 يومًا أيضًا على مدفوعات الاستئجار التي تقع ضمن النطاق الزمني لفترة الحجر الصحي المعزز دون أي فوائد أيضًا أو جزاءات أو مدفوعات أخرى. وعلاوةً على ذلك، في القطاع الرابع من القانون (h)، يُسمح للرئيس تشغيل عمليات المستشفيات الخاصة والمرافق الطبية للسماح بدخول العاملين بالقطاع الصحي ولجعلها مراكز للحجر الصحي، ومناطق للحجر الصحي، وغيرها. وبما أن الكونغرس منح الرئيس هذه السلطات، ينص القانون أيضًا أن الرئيس «يجب أن يقدم تقريرًا أسبوعيًا للكونغرس بشأن جميع التصرفات التي أجراها باستخدام هذا القانون خلال الأسبوع الماضي مباشرةً».

## التأثير وردود الفعل

### اقتصاديًا

#### ردود الفعل العامة
تحدث جوي سالسيدا، عضو الكونغرس والخبير الاقتصادي ورئيس لجنة مجلس النواب الفلبيني عن احتمالية دخول الفلبين في حالة ركود اقتصادي إن لم يُطبّق الحجر الصحي المجتمعي، إلى جانب إقراره بالآثار السلبية التي سيعانيها اقتصاد الفلبين بسبب جائحة كوفيد-19. وفقًا لتصريحات بنيامين ديوكنو، حاكم البنك المركزي الفلبيني (بي إس بّي)، في 18 مارس 2020، يبقى أثر الجائحة الاقتصادي مجهولًا، لكنها «ستترك أثرًا مؤكدًا». بعد يومين من هذه التصريحات، أكد البنك أن إغلاق لوزون سيؤدي إلى بطء دوران عجلة اقتصاد الفلبين مع إلحاق أضرار مدمرة به، خاصةً مع توقعه استمرار التبعات الاقتصادي حتى النصف الثاني من عام 2020، وحدوث انتعاش في عام 2021.

#### الناتج المحلي الإجمالي والسلع الأساسية والنمو الاقتصادي
تبعًا لتوقعات أخرى، قدّر المديرون الاقتصاديون الناتج المحلي لعام 2020 بقيمة تتراوح بين 0.3 إلى 1.0 نقطة مئوية. أعادت الهيئة الوطنية للاقتصاد والتنمية النظر في توقعاتها للنمو الاقتصادي لعام 2020 لتضعه ضمن مجال يتراوح بين 5.5% و6.5% بدلًا من الهدف التنموي السابق الذي تراوح بين 6.5% و7.5%، مع افتراض أن مشكلة كوفيد-19 سوف تستمر حتى يونيو 2020. نوّهت التوقعات بارتفاع أسعار السلع الأساسية إلى 2.2% فقط مقارنةً بارتفاع بلغ 2.5% في عام 2019. خفّضت شركة نومورا، شركة قابضة مالية يابانية، تقديرات ناتجها المحلي الإجمالي في الفلبين من 5.6% إلى 1.6%. أشار محللو الشركة القابضة أيضًا إلى افتراض سيناريو ينتهي فيه إغلاق لوزون في منتصف أبريل حسب الموعد المُقدّر.
في مقابلة له مع مجموعة سي أو إل فاينانشل، التي تُعدّ من سماسرة البورصة على الإنترنت، قال عضو الكونغرس سالسيدا إن أفضل السيناريوهات وأكثرها تفاؤلًا، والذي يكون فيه الإغلاق فعالًا للغاية، ويشهد تسطح المنحنى، ويوفر حافزًا اقتصاديًا جيدًا، سيؤدي إلى ارتفاع الناتج المحلي الإجمالي إلى 3.3 % في عام 2020 و5.1 % في عام 2021. في سيناريو آخر أكثر عقلانية، يحقق فيه الإغلاق نجاحًا جزئيًا، سوف يرتفع الناتج المحلي الإجمالي إلى 2.9% في 2020 و4.0% في عام 2021. أخيرًا، في سيناريو متشائم يعاني الاقتصاد فيه حالة ركود، سوف تستمر حالة الطوارئ الصحية، وتطول مدة الإغلاق، ويهبط الناتج المحلي الإجمالي إلى 0.3-% في عام 2020، ليرتفع بعدها إلى 2.9% في عام 2021.
أصدر بنك التنمية الآسيوي (إيه دي بي) في 6 مارس 2020 بيانًا يلخص الآثار الاقتصادية الناجمة عن انتشار كوفيد-19 على الدول النامية في آسيا، بما فيها الفلبين. وفقًا للتمثيل الرسومي الذي قدمه بنك التنمية الآسيوي في بيانه، سوف تؤدي الجائحة إلى هبوط الناتج المحلي الإجمالي في الفلبين إلى ما يتراوح بين 0.0 و -0.5 % في أفضل سيناريو، بينما قُدّر الانخفاض في أسوأ السيناريوهات بنسبة تقارب −0.5%، مع افتراض أسوأ النتائج باستقرار انخفاض الناتج المحلي الإجمالي عند -1.5%. أشار البيان أيضًا إلى الأضرار الاقتصادية البارزة المتعلقة بتأثر السياحة ورحلات العمل في البلدان الآسيوية النامية، إضافةً إلى اضطرابات التوريد والآثار الاقتصادية في القطاعات المهمة الأخرى مثل الصحة والرعاية الصحية.

#### سوق الأوراق المالية والبنوك
بعد إغلاق بورصة الفلبين (بّي إس إي) لمدة يومين بسبب إغلاق لوزون، بلغت نسبة انهيار السوق نحو 24% لتصل إلى المستوى 4000؛ أدنى مستوى منذ ثماني سنوات. أُعيد فتح البورصة بعد تقديم ورقة موقف إلى فرقة العمل المشتركة بين الوكالات المعنية بالأمراض المعدية الناشئة، طلبت فيها الإعفاء من الإغلاق. في 1 أبريل، بعد أسبوعين تقريبًا من تطبيق الإغلاق، عادت بورصة الفلبين إلى العمل بعد تحقيق سوق الأسهم ارتفاعًا لمدة يومين متتاليين بسبب إمكانية تطبيق الإغلاق وفق مبادئ أكثر تساهلًا.
ظلّت البنوك مفتوحة الأبواب خلال الحجر الصحي المجتمعي المحسن، إذ قدمت خدماتها ضمن فروع محدودة، مع إعادة هيكلة القوى العاملة وتقصير ساعات العمل. مددت بنوك عدة المواعيد النهائية لتسديد المستحقات المالية لمساعدة المتضررين من جائحة فيروس كورونا.

#### القوى العاملة
تنبأ بنك التنمية الآسيوي بارتفاع عدد الفلبينيين العاطلين عن العمل قدره 87 ألف شخص في أفضل الأحوال، بسبب التبعات طويلة الأمد الناجمة عن كوفيد-19، مع وصول هذا الرقم إلى 252000 فلبيني في أسوأ السيناريوهات. استنادًا إلى البيانات الصادرة عن وزارة العمل والعمالة (دي أو إل إي) في 23 مارس 2020، بلغ عدد العمال المتأثرين بالحجر الصحي المحسن في لوزون 108,620 عاملًا، على امتداد 2,317 منشأة. أجرت 889 شركة فقط تعديلات على نمط أعمالها شملت 41,331 عاملًا، بينما أوقفت 600 شركة أعمالها ما أثر على 30,796 عاملًا. شملت قائمة القطاعات الصناعية المتضررة كلًا من السياحة والمطاعم والتصنيع والفنادق، طبقًا لما ورد في تقرير وزارة العمل والعمالة.
في 31 مارس، أكد سيلفستر بيلو الثالث، سكرتير وزارة العمل في الفليبين، ارتفاع عدد العمال المتضررين إلى أكثر من 630 ألفًا، ضمن ما يعادل 15,213 مؤسسة، وأضاف أن 169,232 من هؤلاء العمال ينتمون إلى القطاع غير الرسمي. ناشد بيلو أرباب العمل أن يسجلوا في برنامج تدابير التكيف مع جائحة كوفيد-19 (سي إيه إم بّي)، الذي يمثل البرنامج الحكومي لمساعدة العاملين المتضررين ماليًا. يُذكر أن المساعدة المالية المذكورة لا تتعلق بوزارة الرعاية الاجتماعية والتنمية (دي إس دبليو دي) والوكالات الأخرى، اللواتي تقدمن مساعدات نقدية للمتضررين بموجب قانون بيانيهان للشفاء كواحد.

### وسائل الترفيه والبث

#### إيه بي إس-سي بي إن
في بيان صادر بتاريخ 13 مارس 2020، أعلنت شبكة إيه بي إس-سي بي إن إيقاف إنتاج المسلسلات التلفزيونية وبث العروض المباشرة، بالتزامن مع عرض المسلسلات التليفزيونية التي جرى بثها مسبقًا أو الدراما التلفزيونية الفلبينية (مثل ماي بوكاس با وعلى أجنحة الحب) بدلًا من المسلسلات المعروضة حينها (مثل رجل المقاطعة وأفعلها معك). واصلت شبكة إيه بي إس-سي بي إن للأخبار وقضايا الساعة بث الأخبار المباشرة على محطاتها الإذاعية والتلفزيونية. في 1 أبريل 2020، بثّت كل من (دي زد إم إم) و (دي زد إم إم تيليراديو) برامجها على قناة إيه إن سي مع وقف بث برامجها المنتظمة على محطة دي زد إم إم بسبب مخالطة عمالها أشخاصًا اشتُبه بإصابتهم بكوفيد-19.

#### شبكة جي إم إيه
علّقت جي إم إيه عمليات إنتاجها التلفزيوني مؤقتًا بسبب الإغلاق الذي أثر على برامجها الترفيهية، بالتزامن مع إلزام آليات برمجة الكتل والمنتجين المشاركين بإرشادات الحجر الصحي المجتمعي. جرى إعادة بث المسلسلات التلفزيونية المعروضة سابقًا (مثل ايكا-6 نا يوتوس ونسخة 2016 من إنكانتاديا) لتحل محل المسلسلات المعروضة حينها (مثل بريما دوناس والنسخة الفلبينية من سلسلة الدراما الكورية لعام 2016 بعنوان أبناء الشمس) والتي توقف إنتاجها مؤقتًا. تمكنت جي إم إيه خلال الأسبوع الأول من الحجر الصحي المجتمعي المحسن من بث حلقات مسجلة مسبقًا من بعض برامجها (مثل العمل الدرامي إلى الأبد وبرنامج طبخ بعنوان لذيذ، أليس كذلك؟).
عند إعلان حالة الطوارئ الصحية العامة، حظرت جي إم إيه وجود الجمهور في عروض المنوعات (مثل أول آوت سانديز) ثم عمدت إلى بث حلقات سابقة من برامجها خلال فترة الحجر. يُعد إيت بولاغا!، تكتل البرامج التابع لجي إم إيه والذي يُبثّ مباشرةً من استوديوهات إيه بّي تي، أول عرض منوعات يُمنع من استضافة جمهور في أثناء البث المباشر. واصلت شبكة جي إم إيه للأخبار والشؤون العامة، التي تعد فرع جي إم إيه الإخباري، بثّ الأخبار المباشرة. توقفت شبكة جي إم إيه الإخبارية التلفزيونية الشقيقة عن البث ليوم واحد خلال فترة الحجر الصحي المجتمعي المحسن في لوزون.

#### شبكات وشركات ترفيه أخرى
أعادت شركة تي في 5 الإعلامية تنظيم بث برامجها التلفزيونية بسبب إي سي كيو. أمر مجلس تطوير الأفلام الفلبيني في 15 مارس 2020 بوقف إنتاج الأفلام والأعمال التلفزيونية وأشكال المحتوى السمعي البصري الأخرى في أثناء الحجر الصحي المجتمعي. أوقفت سي إن إن الفلبين عملياتها حتى وقت لاحق في 18 مارس بعد دخول مريض ثبتت إصابته بكوفيد-19 إلى المبنى الذي يوجد فيه مكتب سي إن إن.

### بيئيًا
أشارت البيانات الصادرة في 25 مارس 2020 عن كل من وزارة البيئة والموارد الطبيعية (دي إي إن آر) ومعهد علوم البيئة والأرصاد الجوية (آي إي إس إم) التابع لجامعة الفلبين في ديليمان وموقع Airtoday.ph إلى تحسن جودة الهواء في مترو مانيلا منذ تطبيق الحجر الصحي المجتمعي المحسن في لوزون في 16 مارس. لوحظ أيضًا انخفاض في نسبة بّي إم 2.5 (الجسيمات الدقيقة البالغ قطرها 2.5 ميكرومتر أو أقل)، بالتزامن مع نقص ملحوظ في انبعاثات بّي إم 10 (الجسيمات الدقيقة البالغ قطرها 10 ميكرومتر أو أقل) نتيجة التقليل من استخدام آلات السحق والطحن، ونقص التعرض للغبار الصادر عن الطرق.
أمكن رؤية السماء الضبابية بوضوح في مترو مانيلا عقب انخفاض تلوث الهواء في أثناء إغلاق لوزون. تشمل قائمة المناظر الطبيعية التي بات بالإمكان رؤيتها بوضوح في مترو مانيلا كلًا من جبال سييرا مادري، وجبل سامات، التي نادرًا ما شوهدت بوضوح بسبب الضباب الدخاني.

### القانون والجريمة

#### انتهاكات حقوق الإنسان
نوهت لجنة حقوق الإنسان (سي إتش آر) بضرورة اتباع المنهج القانوني عند اعتقال الأفراد بسبب مخالفة مبادئ إي سي كيو، وذلك عقب تلقي الوكالة شكاوى عدة بشأن الاعتقالات. في تعليقها على الاعتقالات، بما فيها الاعتقالات غير المبررة، قالت المتحدثة باسم لجنة حقوق الإنسان، جاكلين آن دي جويا: «يجب أن تتم بدقة وفقًا للمعايير القانونية المنصوص عليها في القانون»، وأضافت أن الحجر الصحي في لوزون ليس قانونًا عسكريًا، بل إجراءً احترازيًا للحفاظ على الأمن والسلامة، وهذا ما دعمه بدوره الرئيس دوتيرتي أيضًا. قال وزير العدل ميناردو جيفارا في وقت سابق إن الاعتقالات بسبب انتهاك قواعد الحجر الصحي ومخالفتها تندرج تحت القانون الجمهوري رقم 11332 (قانون الإبلاغ عن الأمراض المعدية) وقانون العقوبات المنقح في الفلبين. يُذكر أن تيد تي، المتحدث السابق باسم المحكمة العليا، رأى أن القانون الجمهوري رقم 11332 أوسع من أن يكون سببًا للاعتقالات.
ظهرت تقارير تتحدث عن انتهاكات لحقوق الإنسان (بما في ذلك انتهاكات حقوق الأطفال) في مناطق تطبيق الحكومة إي سي كيو، وهذا ما لاحظه أنصار حقوق الإنسان أيضًا. قال المتحدث الرئاسي روكي -وهو محامي مختص في حقوق الإنسان- إن الحكومة الفلبينية لا تسمح بانتهاكات حقوق الإنسان، إذ تلتزم وحدات الحكم المحلي بتنفيذ قواعد إي سي كيو، وأكد أن وزارة الداخلية والحكم المحلي «ملتزمة بدعم حقوق الإنسان في جميع الأوقات ولن تتسامح مع أي انتهاك خلال الحجر». في الوقت نفسه، أجرت لجنة حقوق الإنسان تحقيقات في انتهاكات حقوق الإنسان المزعومة. بالتزامن مع هذه المخاوف المتعلقة بحقوق الإنسان، أظهرت نتائج استطلاع أجرته مؤسسة جالوب الدولية، بالتعاون مع مركز الأبحاث والمسح الفلبيني، أن ما يعادل 86% من الأفراد الذين شملهم الاستطلاع مستعدون للتخلي عن بعض حقوقهم الإنسانية في حال إسهام هذه «التضحيات» في إيقاف انتشار الفيروس.
في 21 أبريل، أي بعد أكثر من شهر من تطبيق قانون الطوارئ في لوزون، قال أرشي غامبوا، رئيس الشرطة الوطنية الفلبينية (بّي إن بّي)، إن عناصره ستبدأ على الفور بتنفيذ عمليات اعتقال دون سابق إنذار بحق من ينتهك إرشادات إي سي كيو في لوزون. جاءت هذه التصريحات وسط تقارير تفيد بوقوع 136,517 انتهاك للحجر الصحي بعد 35 يومًا من تطبيق قانون الطوارئ في لوزون. ردّ محامو حقوق الإنسان التابعون للاتحاد الوطني للمحامين الشعبيين (إن يو بّي إل) على بيان غامبوا؛ نوّه الأمين العام للاتحاد إفرايم بي. كورتيز بعدم وجود قانون خاص يُجرّم شخصًا ما لانتهاكه قواعد إي سي كيو. طالبت مجموعة أخرى من محامي مجموعة المساعدة القانونية المجانية (إف إل إيه جي) الشرطة الوطنية الفلبينية بإعادة النظر في موقفها بشأن الاعتقالات وصرحت بأن الاعتقال دون سابق إنذار «يعني تجاهل القواعد العامة والاستثناءات المحددة بعناية في القاعدة 113 (من قواعد الإجراءات الجنائية التي توفر للشخص المفوّض صلاحية إبلاغ المعتقل) وإرساء قواعد جديدة للاعتقالات، الأمر الذي لا يسمح به الدستور».
نجم عن تطبيق قواعد إي سي كيو حوادث قاتلة، مثل تلك التي قُتل فيها ضابط شرطة متقاعد اسمه وينستون راغوس بعد إطلاق النار عليه من قبل ضابط شرطة في مدينة كويزون في 21 أبريل لانتهاكه الحجر الصحي بعد أن شوهد عند إحدى نقاط التفتيش. اتُهِم الرقيب دانيال فلوريندو بالقتل نتيجة إطلاقه النار على راغوس. ذكرت لجنة حقوق الإنسان في وقت سابق أنها باشرت تحقيقاتها في الحادث وأكدت أن «وضع إجراءات صارمة، مثل الإغلاق المجتمعي، خلال جائحة كوفيد-19، يهدف أساسًا إلى إنقاذ الأرواح. أعربت الوكالة عن قلقها تجاه الحادثة «عندما أثارت هذه الإجراءات مزاعم وقوع انتهاكات حقوق الإنسان، وأدت إلى خسائر في الأرواح».

#### معدل الجريمة
تحدثت تقارير مكتب شرطة منطقة العاصمة الوطنية (إن سي آر بّي أو) عن انخفاض معدلات الجريمة بنسبة 65.4% في مترو مانيلا خلال الأيام الخمسة الأولى من إي سي كيو، وتحديدًا في 15-20 مارس. نُسب هذا الانخفاض إلى بقاء الأشخاص في منازلهم وفقًا لتصريحات ديبولد سيناس، رئيس (إن سي آر بّي أو). أكدت الشرطة الوطنية الفلبينية، انخفاض معدلات الجريمة بنسبة 62% في لوزون بعد مضي 24 يومًا على تطبيق إي سي كيو، مع استمرارها بالانخفاض لتصل إلى 64.9 % بعد 35 يومًا من بدء الحجر، ما يُمثل أكبر انخفاض مسجّل في لوزون.

### الدبلوماسية العسكرية
أحد التصريحات التي أدلى بها الرئيس دوتيرتي فيما يتعلق بالإغلاق التام على مستوى لوزون هو تنفيذ وقف إطلاق النار ضد متمردي حزب سي بّي بّي-إن بّي إيه (الحزب الشيوعي الفلبيني-الجيش الشعبي الجديد). وصرّح المتحدث الرئاسي بانيلو أن وقف إطلاق النار سيبدأ في 19 مارس 2020 وسينتهي في 15 أبريل، وقد تم ذلك كي يتسنى لقوى الدولة تركيز مواردها على وقف انتشار كوفيد-19. وحثَّ المتمردين أيضًا على مساعدة الحكومة في جهودها ضد تهديد كوفيد-19. في البداية، صرّح خوسيه ماريا سيسون، الرئيس المؤسس للحزب الشيوعي الفلبيني، أن حزب سي بّي بّي وحزب إن دي إف بّي (الجبهة الوطنية الديمقراطية في الفلبين) سيدرسان عرض وقف إطلاق النار. وردَّ في وقت لاحق وقال إن حزب الجبهة الوطنية «غير متيقّن ومقتنع بأن وقف إطلاق النار من جانب واحد يقوم على الوحدة الوطنية ضد كوفيد-19». في 25 مارس 2020، أعلن حزب الشيوعي الفلبيني وقف إطلاق النار مع القوات الحكومية من 26 مارس إلى 15 أبريل 2020، مستشهدًا بدعوة من الأمين العام للأمم المتحدة أنطونيو غوتيريش لوقف إطلاق النار على نطاق عالمي بين الأطراف المتحاربة خلال الوباء. ثم مدد حزب الشيوعي الفلبيني وقف إطلاق النار لمدة 15 يومًا آخر في 16 أبريل.

### دينيًا
ردًا على حظر التجمعات الجماهيرية أثناء الحجر الصحي المجتمعي المعزز في جميع أنحاء لوزون، صرّح مؤتمر الأساقفة الكاثوليك في الفلبين عبر رئيس أساقفة الفلبين، رومولو فاليس، أن الاحتفال بالأفخارستيا والخدمات الليتورجية الأخرى والأنشطة الروحية لكل أبرشية خاضعة ضمن ولايتهم القضائية، يجب أن تُبَّث مباشرةً عبر الإنترنت أو التلفزيون أو الراديو. أُلغيت جميع الأنشطة لموسم الصوم الكبير أيضًا. وفي وقت سابق خلال الإغلاق الجزئي لحاضرة مانيلا الكبرى، ألغت أسقفية مانيلا من خلال المدير البابوي، الأسقف برودريك بابيلو، الاحتفال بالقداس الإلهي في الأبرشية وأعفت المؤمنين من حضوره.
في فبراير، اتخذت منظمة أعضاء كنيسة الرب الدولية تحت إشراف الأخ. إيلي سوريانو والأخ. دانيال رازون، التدابير اللازمة للتأكد من أن الإخوة في التجمع الديني مستعدون ومتوجهون بشكل صحيح حول العواقب المترتبة على الوباء. حشد كبار القيّمين جهود الإغاثة لمساعدة الأعضاء المستضعفين والأشخاص غير الأعضاء في المنظمة، بما في ذلك المساعدة المالية لمدينة مانيلا. قدمت الكنيسة أيضًا لموظفي الخط الأمامي ومقدمي خدمات الصحة معدات الحماية الشخصية لتجنب الإصابة بالعدوى أثناء أدائهم لواجباتهم.
بثّت كنائس مسيحية أخرى مثل الكنيسة المعمدانية في مدينة كيزون سيتي خدماتها الدينية عبر وسيط لايف ستريمينغ وسط تهديد كوفيد-19. صرّح دين ياسيك، المتحدث باسم شهود يهوه، أنهم يقومون أيضًا ببث مباشر لتجمعاتهم الدينية. في ظروف مختلفة، أعلنت كنيسة إغليشا ني كريستو غياب طقوس العبادة في المصليات، ونصحت أفرادها بالصلاة في المنزل عوضًا عن ذلك، وأعطوهم دروسًا أو خطوط إرشاد ليتلوها رب الأسرة. أعلن مجلس الكنائس الإنجيلية الفلبيني -منظمة مؤلفة من منظمات دينية إنجيلية وبروتستانتية- تعليق خدمات العبادة المنتظمة يوم الأحد وغيرها من الأنشطة العادية لمدة شهر، وعوضًا عن ذلك، قام بخدماته عبر الإنترنت ووسائل التواصل الاجتماعي.
بعد التشاور مع جمعية علماء وإمام الفلبين، صرّح مجلس الإمام الفلبيني، واللجنة الوطنية لمسلمي الفلبين، تعليق الأنشطة الدينية وشجع المسلمين الفلبينيين على الصلاة والبقاء في منازلهم، وهذا للحد من نتيجة الانتشار المستمر لكوفيد-19، نظرًا لموت الناس في مُصلى المسلمين جرّاء كوفيد-19 في سان خوان ديل مونتي، حاضرة مانيلا الكبرى.

## التأثير

### بناءً على عدد الحالات ومعدل الوفيات
وفقًا لدراسة أجراها فريق الاستجابة لكوفيد-19 التابع لجامعة الفلبين (يو بّي) والتي تم إصدارها في 13 أبريل 2020، كان تنفيذ الحجر الصحي المجتمعي المعزز على نطاق لوزون فعالُا في إبطاء انتشار فيروس كورونا حتى مع توقعهم وقوع ما بين 9000 و44000 حالة بحلول نهاية أبريل 2020. باستخدام تحليل المتسلسلة الزمنية، تمكن فريق الاستجابة من تقدير تلك الحالات المحتملة من خلال مناحي جاءت من البيانات التي جمعتها وزارة الصحة. واعتمدوا بشكل كبير على العمل المبذول لإيجاد حالات جديدة بكونه المفتاح لتقييم فعالية الحجر الصحي المجتمعي المعزز. رغم ذلك، فقد ذكروا بأن مسارات الإجراءات التالية لن تكون معتمدة فقط على عدد الحالات. ويمكن تحديد الفعالية أيضًا استنادًا إلى معدل الوفيات، الذي يبلغ 5.38% وعدد التكاثر الأساسي للفيروس وهو 0.6398؛ مع تلك الأرقام في 10 أبريل، أوضحت الدراسة فعالية الحجر الصحي المجتمعي المعزز.
علاوة على ذلك، وفرت الدراسة مصفوفةً لوحدات الحكومة المحلية يمكن أن تشكل أساس قرارهم بشأن أساليب الحجر الصحي التي يمكن اتّباعها بعد النهاية المفترضة للحجر الصحي المجتمعي المعزز في لوزن في 30 أبريل لضمان الفعالية المستمرة. ثمّة أربعة مسارات مقترحة للعمل تتمثل بعدم الحجر الصحي، والحجر الصحي العام، والحجر الصحي المجتمعي المعزز في المجتمع، والحجر الصحي المجتمعي المعزز للغاية والذي يعتمد على احتمال تفشي المرض ونسبة الحالات المؤكدة إلى العتبة المقدرة لتفشي المرض.

### بناءً على تطبيق قيود السفر
في 3 أبريل، صرّحت شركة سان ميغيل، وهي إحدى الجهات المتعاونة في مجال الطرق السريعة في الفلبين، أنه خلال الأيام الأربعة عشر الأولى من الإغلاق التام في لوزون، انخفضت كمية المركبات حتى 80% في طريق لوزون السريع الجنوبي.  في 15 أبريل، صرّح المتحدث باسم فرقة العمل الدولية المعنية بالسيارات، نوغراليس، أن عدد السيارات الخاصة التي تسير على طريق أيبيغانيو دي لوس سانتوس وغيرها من الطرق الرئيسية قد ازداد بعد شهر واحد من الحجر الصحي المجتمعي المعزز في لوزون، إذ تجاوز عدد السائقين الذين انتهكوا قواعد الإغلاق التام 108 آلاف سائق. وبسبب ذلك، فرضت مجموعة دوريات الطرق السريعة التابعة للشرطة الوطنية الفلبينية قواعد أكثر صرامة للحجر على نقاط التفتيش على طول طريق لوزون السريع الجنوبي وطريق أيبيغانيو دي لوس سانتوس وغيرها من الطرق السريعة الأخرى. تلقى سائقو السيارات الذين يسيرون على هذه الطرق دون أن يكون لديهم أعمال أساسية، مخالفات أو صودرت رخصة القيادة خاصتهم.

### بناءً على حظر التجول، والتجمعات الجماهيرية وقواعد التباعد الاجتماعي
في 2 أبريل، أفادت التقارير أن الأشخاص الذين انتهكوا قواعد حظر التجول قد بلغ عددهم نحو 20 ألف شخص وفقًا للشرطة الوطنية. أنذر دوتيرتي الجمهور أنه سيكون هناك حظر على غرار القانون العرفي إذا استمر الناس في عدم إطاعة قواعد الحجر الصحي المجتمعي المعزز. شملت بعض هذه الانتهاكات الأسواق المزدحمة في مانيلا الكبرى وإقامة أحداث مصارعة الديكة والملاكمة. فيما يتعلق بقواعد الحجر الصحي الأخرى، فإن تطبيق «ساعات السماح» قد يشكل انتهاكًا للمبادئ التوجيهية الخاصة بالتباعد الاجتماعي لأن المزيد من الناس سيذهبون إلى الأسواق في الوقت ذاته؛ وبالتالي، أصدرت وزارة الداخلية والحكم المحلي توجيهات إلى وحدات الحكومة المحلية بالتوقف عن اتّباع ساعات السماح (حيث يخرج الأشخاص في ساعات محددة خلال اليوم).

## وصلات خارجية
- مذكرة من الأمن التنفيذي سلفادور ميديالديا بشأن المبادئ التوجيهية بشأن المجتمع المحلي المحسن لوزون